# Зидьковский поселковый совет (Харьковская область)
Зидьковский поселковый совет — входил до 2020 года в состав Змиёвского района Харьковской области Украины.
Административный центр поселкового совета находился в пгт Зидьки.

## История
- 1926 год — дата образования данного сельского Совета (крестьянских) депутатов трудящихся на территории бывшей … волости бывшего Змиевского уезда Харьковской губернии, которая была ликвидирована в 1925 году; в составе Украинской Советской Социалистической Республики.
- С 1926 года — в составе Змиевского района Харьковского округа, с февраля 1932 года — Харьковской области УССР.
- После 17 июля 2020 года в рамках административно-территориальной реформы по новому делению Харьковской области[2][3] поссовет, как и весь Змиевской район Харьковской области, был ликвидирован; входящие совет населённые пункты и его территории были присоединены к … территориальной общине Чугуевского района области.
- Сельсовет просуществовал 94 года.

## Населённые пункты совета
- пгт Зидьки
- посёлок Бутовка
- посёлок Лазуко́вка
- посёлок Черемушное